# Goundampalayam
Goundampalayam is een panchayatdorp in het district Coimbatore van de Indiase staat Tamil Nadu. 

## Demografie
Volgens de Indiase volkstelling van 2011 wonen er 83.908 mensen in Goundampalayam, waarvan 51% mannelijk en 49% vrouwelijk is. De plaats heeft een alfabetiseringsgraad van 76%. 